# 21754 Тваружкова
21754 Тваружкова (21754 Tvaruzkova) — астероїд головного поясу, відкритий 9 вересня 1999 року.
Тіссеранів параметр щодо Юпітера — 3,545.